# إدارة الأمم المتحدة للتواصل العالمي
إدارة الأمم المتحدة للتواصل العالمي (DGC) (الذي كان يسمى سابقا الأمم المتحدة لإدارة شؤون الإعلام) هو قسم من الأمانة العامة في الأمم المتحدة. كلفت لرفع مستوى الوعي العام ودعم عمل الأمم المتحدة من خلال التواصل الاستراتيجي والحملات الإعلامية والعلاقات مع المجتمع المدني.